# Кадир, Фуэд
Фуэ́д Кади́р (араб. فؤاد قادر‎; фр. Foued Kadir; 5 декабря 1983 года, Мартиг) — алжирский футболист, полузащитник клуба «Мартиг». Выступал в сборной Алжира.

## Клубная карьера
Воспитанник клуба «Мартиг», в этом клубе не смог раскрыться и даже подумывал прекратить заниматься футболом и стать полицейским. Уйдя из «Мартига», играл за любительские команды «Жиньяк» и «Стад Бокеруа». В 18 лет перешёл в «Труа», играл за его вторую команду в низших дивизионах Франции.
В 2004 году подписал первый профессиональный контракт с клубом третьего дивизиона «Канн», за три сезона сыграл за него 77 матчей. В 2007 году перешёл в клуб «Амьен» из второго дивизиона, в котором также был игроком основного состава, сыграв за два сезона 67 матчей.
В 2009 году подписал контракт с клубом первого дивизиона «Валансьен». Осенью 2010 года получил травму, после которой 6 месяцев восстанавливался. В первой половине сезона 2012/13 был одним из лучших игроков чемпионата по системе «гол плюс пас», забив 6 голов и отдав 4 голевые передачи в 18 матчах, в том числе забил один из голов в победном матче с «Олимпик Марселем» (4:1).
В январе 2013 года перешёл в «Олимпик Марсель» за сумму 500 000 евро, подписал контракт на 3,5 года. Отыграв полсезона в «Марселе», был отдан в годичную аренду в «Ренн», а затем в «Реал Бетис».

## Международная карьера
В 2005 году Кадир вызывался в тренировочный лагерь молодёжной сборной Алжира во Франции, но не сыграл за команду ни одного матча.
4 мая 2010 года Кадир был включён в предварительный состав сборной Алжира на чемпионат мира 2010, а 1 июня главный тренер сборной Рабах Саадан включил Кадира в окончательную заявку.
28 мая 2010 Кадир дебютировал в сборной Алжира в товарищеском матче против Ирландии. Первый гол за сборную забил 9 октября 2011 года в игре против Центральной Африки.
На Чемпионате мира-2010 принял участие во всех трёх матчах сборной Алжира. В 2013 году участвовал в финальном турнире Кубка африканских наций, также сыграл во всех трёх матчах своей команды.